# 스포팅 캔자스시티 II
스포팅 캔자스시티 II(영어: Sporting Kansas City II)는 MLS 넥스트 프로에 소속된 미국의 프로축구단으로 캔자스 대학교의 록 초크 파크와 미주리주 캔자스시티의 스워프 사커 빌리지를 홈 경기장으로 사용하고 있다. 2019년까지 스워프 파크 레인저스(영어: Swope Park Rangers KC)라는 이름을 사용하였다가 2019년 9월 30일에 스포팅 캔자스시티 II로의 리브랜딩을 발표하였다.

## 역대 홈경기장
| 경기장             | 사용기간    | 장소                | 팀명                 | 비고 |
| ------------------ | ----------- | ------------------- | -------------------- | ---- |
| 스워프 사커 빌리지 | 2016년~현재 | 미주리주 캔자스시티 | 스워프 파크 레인저스 | 빈칸 |

## 선수 명단

### 현역
참고: FIFA 자격 규정에 따라 소속된 국가대표팀 국기를 표시합니다. 선수는 복수의 FIFA 비회원국 국적을 가지고 있을 수 있습니다.
| 번호 | 포지션 | 국적 | 이름            |
| ---- | ------ | ---- | --------------- |
| 30   | FW     |      | 스티븐 아프리파 |

| 번호 | 포지션 | 국적 | 이름            |
| ---- | ------ | ---- | --------------- |
| 90   | FW     |      | 메지 알렉상드르 |
| -    | FW     |      | 피에르 루로     |
| -    | DF     |      | 후안 자발라     |

## 메이저 리그 사커제휴팀
- 스포팅 캔자스시티 (캔자스시티, 캔자스)